# Faryd Mondragón
Faryd Camilo Mondragón Alí, född 21 juni 1971, är en colombiansk före detta fotbollsmålvakt som avslutade sin karriär i Deportivo Cali. Han spelade för Colombia mellan år 1993 och 2014 och blev kallad till Colombias VM 2014 trupp. Han spelade i sista gruppspelsmatchen mot Japan och blev därmed den äldsta spelaren att spela i VM någonsin, han var 43 år 3 dagar.